# D19 (Val-de-Marne)
De D19 is een departementale weg in het Franse departement Val-de-Marne, ten zuidoosten van Parijs. De weg loopt van de Porte de Bercy in Parijs via Ivry-sur-Seine en Créteil naar Bonneuil-sur-Marne.

## Geschiedenis
Oorspronkelijk was de D19 onderdeel van de N19. In 2006 werd de weg overgedragen aan het departement Val-de-Marne, omdat de weg geen belang meer had voor het doorgaande verkeer. De weg is toen omgenummerd tot D19.